# Pirkkala
Pirkkala (Birkala trong tiếng Thụy Điển) là một đô thị của Phần Lan.
Vị trí 10 km về phía tây nam của Tampere ở tỉnh Tây Phần Lan trong vùng Pirkanmaa. Đô thị này có dân số 14.781 người (thời điểm ngày 31 tháng 6 năm 2005) với diện tích là 103,86 km² trong đó có 22,37 km² là diện tích mặt nước. Mật độ dân số là 175,8 người trên mỗi km². 
Đô thị này chỉ sử dụng tiếng Phần Lan.
Sân bay Tampere-Pirkkala nằm ở tây nam Pirkkala hiện là sân bay quốc tế quan trọng thứ nhì của Phần Lan sau Sân bay Helsinki-Vantaa.